# 더 콩그레스
《더 콩그레스》(영어: The Congress)는 2013년 공개된 애니메이션 영화이다.

## 출연
- 로빈 라이트 : 로빈 라이트 역
- 하비 케이틀 : 알 역
- 대니 휴스턴 : 제프 그린 역
- 폴 지아마티 : Dr. 바커 역
- 코디 스밋 맥피 : 아론 라이트 역
- 사미 게일 : 사라 라이트 역
- 마이클 랜디스 : 맥시 역
- 마이클 스탈 데이빗 : 스티브 역
- 존 햄 : 딜런 트루라이너 역
- 프란시스 피셔
- 사라 샤이 : 미셸 역
- 에드 코빈 : 찰리 역
- 크리스토퍼 B. 던칸 : 크리스토퍼 라인 역
- 에반 페란테 : 톰 크루즈 역
- 케빈 톰슨 : 랄프 역
- 어거스트 비트겐슈타인 : 트래비스 역
- 매튜 울프 : 성인 아론 라이트 역
- 존 래시 : 문지기 역
- 질 멜드렐 : 거주자 역
- 요르그 빈센트 말로트키 : 제플린에 있는 남자 역
- 쿠퍼 쏜튼 : 외과의사 역